# Округ Мисисипи (Мисури)
Округ Мисисипи (енгл. Mississippi County) је округ у америчкој савезној држави Мисури.

## Демографија
По попису из 2010. године број становника је 14.358, што је 931 (6,9%) становника више него 2000. године.
| Група             | 2000.          | 2010.          |
| Белци             | 10.411 (77,5%) | 10.521 (73,3%) |
| Афроамериканци    | 2.757 (20,5%)  | 3.440 (24,0%)  |
| Азијати           | 15 (0,1%)      | 24 (0,2%)      |
| Хиспаноамериканци | 129 (1,0%)     | 231 (1,6%)     |
| Укупно            | 13.427         | 14.358         |